# Lumbricillus lentus
Lumbricillus lentus är en ringmaskart som beskrevs av Shurova 1978. Lumbricillus lentus ingår i släktet Lumbricillus och familjen småringmaskar. Inga underarter finns listade i Catalogue of Life.